# C404S
C404S DIVA（シー ヨンゼロヨン エス ディーヴァ）は、ソニー（現・ソニーモバイルコミュニケーションズ）が日本国内向けに開発、および発売したauブランドを展開するKDDI、および沖縄セルラー電話の第二世代携帯電話(cdmaOne)端末である。

## 特徴
C401SA・C402DE・C403STとともにEZweb@mailサービス対応第1号機で、au初の音楽再生機能付き端末である。
マジックゲートメモリースティックスロットを搭載し、当時のMSウォークマンと同様メモリースティックオーディオに準拠し、OpenMG JukeBoxでリッピングしたATRAC3 132/105/66kbps形式の楽曲を再生できる。付属品として64MBのマジックゲートメモリースティックのほか、同社のウォークマン用に似た音楽再生用リモコン（液晶画面とハンズフリーマイク内蔵）があり、音楽再生中に着信が有った場合でもイヤホンマイクとしてそのまま通話することができた。
ステレオミニジャックと兼用の光オーディオミニジャックが装備されており、付属ソフトの動作環境に対応したWindows PCが無くてもこの端子にCD・MDなどのポータブルオーディオプレーヤーあるいはミニコンポをステレオミニまたは光デジタルオーディオケーブルを介して接続することで、本体に挿入したメモリースティックに録音することができた（但し、SCMSにより、光オーディオ入力によって録音した場合は、他機種へのコピーはできない）。対応するメモリースティックの最大容量は128MBまでとなる。
なお、64MBのマジックゲートメモリースティックが同梱された通常版のほか、付属品からメモリースティックを省くことで価格を抑えた「C404S DIVA Light」も後に登場した（当時のMGメモリースティックは64MBで約1万円と高価であった。）。

## 沿革
- 2000年8月23日　テレコムエンジニアリングセンター(TELEC)による技術基準適合証明（技術基準適合証明番号XZAA0000331～0000335）
- 2000年9月20日　TELECによる技術基準適合証明の工事設計認証（工事設計認証番号XZAA0024）
- 2000年9月25日　電気通信端末機器審査協会による技術基準適合認定の設計認証（設計認証番号A00-0958JP、J00-0257）
- 2012年7月22日　cdmaOneサービス終了により使用はこの日限りとなる。